# Puente conmemorativo de Lacey V. Murrow
El puente conmemorativo de Lacey V. Murrow es un puente flotante en el área metropolitana de Seattle del estado estadounidense de Washington. Es uno de los puentes flotantes de la interestatal 90 que lleva los carriles hacia el este de la interestatal 90 a través del lago Washington desde Seattle hasta Mercer Island. El tráfico en dirección oeste es transportado por el adyacente puente conmemorativo de Homer M. Hadley.
El puente Murrow es el segundo puente flotante más largo del mundo, con 2020 metros (6627,3 pies). El más largo es el puente Gobernador Albert D. Rosellini, Evergreen Point, a unos pocos kilómetros al norte sobre el mismo lago. El puente Murrow original se inauguró en 1940 nombrado entonces puente flotante del Lago Washington. Fue rebautizado como puente Lacey V. Murrow en 1967. El puente original se cerró en 1989; con la apertura del puente actual en 1993.
Junto con los portales del este del túnel Mount Baker Ridge, el puente es un hito oficial de la ciudad de Seattle. Si bien el puente originalmente tenía un tramo de apertura en el centro del puente para permitir una apertura horizontal de 62 metros (203,4 pies) para el tráfico acuático principal, los únicos pasos permitidos para botes actualmente son tramos fijos elevados en los terminales con 8,8 metros (28,9 pies) de juego vertical.

## Historia

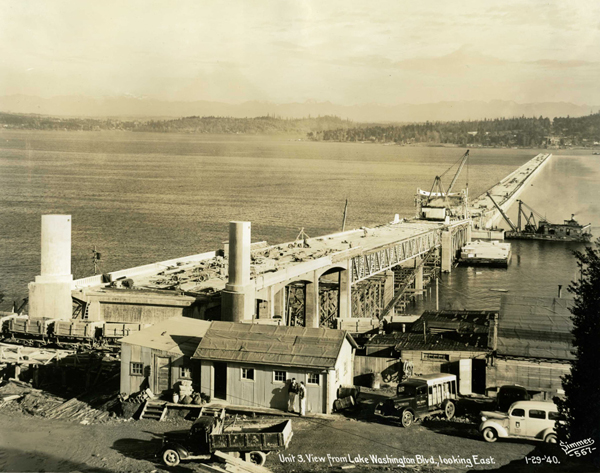
Construcción del puente, foto tomada al año de comenzar las labores de construcción.

El puente fue una creación del ingeniero Homer Hadley, quien hizo la primera propuesta en 1921. El puente surgió después de una intensa labor de gestión pública, en particular por parte de George Lightfoot, quien llegó a ser llamado el "padre del puente". Lightfoot comenzó a hacer campaña a favor de la construcción el puente en 1930, consiguiendo el apoyo de ilustres de la localidad. La construcción comenzó el 1 de enero de 1939 y se completó en 1940. El costo de construcción del proyecto fue de aproximadamente $9 millones. Fue parcialmente financiado por una emisión de bonos por $ 4.184 millones. Inaugurado el 2 de julio de 1940, el puente llevaba la US 10 (posteriormente desmantelada y rebautizada como Interestatal 90). Los peajes se eliminaron en 1946. El puente se hundió en una tormenta el 25 de noviembre de 1990 mientras estaba en remodelación y reparación. El puente actual fue construido en 1993. El epónimo Lacey V. Murrow (1904-1966) fue el segundo director del Departamento de Carreteras del Estado de Washington y un oficial de la Fuerza Aérea de los EE. UU. Altamente condecorado que sirvió como piloto de bombardero en la Segunda Guerra Mundial y ascendió al rango de general de brigada.
El puente original fue construido bajo un contrato de 1 1⁄2 año otorgado a Puget Sound Bridge and Dredging Company (el proyecto fue dirigido por el ingeniero Peter John Jensen) por un monto de $ 3.254 millones. Incluía un tramo móvil que podía retraerse en un cuadrante fijo en el centro del tramo para permitir el paso de barcos de gran tamaño. Este diseño resultó en una "protuberancia" en la calzada que requirió que los vehículos se desviaran dos veces a través de juntas de acero pulido al pasar por la irregularidad vial. Un sistema de carril reversible, indicado por señales de control de carril elevado iluminadas con flechas y señales 'X', agravó el peligro al colocar un carril de tráfico en el lado "equivocado" de la protuberancia en diferentes momentos del día en un esfuerzo por aliviar las prisas vehiculares en horas pico desde o hacia Seattle. Como resultado, hubo muchas colisiones graves en el puente. Los problemas empeoraron a medida que la carga de tráfico aumentó con los años y superó con creces la capacidad diseñada. La renovación o reemplazo fue esencial y un puente paralelo, el Puente conmemorativo de Homer M. Hadley. El portecto conculyó en 1989 y recibió el nombre de Hadley en 1993.